# Вицворт
Вицворт (њем. Witzwort) општина је у њемачкој савезној држави Шлезвиг-Холштајн. Једно је од 132 општинска средишта округа Нордфризланд. Према процјени из 2010. у општини је живјело 988 становника. Посједује регионалну шифру (AGS) 1054161.

## Географски и демографски подаци
Вицворт се налази у савезној држави Шлезвиг-Холштајн у округу Нордфризланд. Општина се налази на надморској висини од 2 метра. Површина општине износи 28,1 km². У самом мјесту је, према процјени из 2010. године, живјело 988 становника. Просјечна густина становништва износи 35 становника/km².